# Eisenbahnunfall an der Newark Bay

Die Newark Bay Bridge befand sich auf der in Grau dargestellten und mit CNJ bezeichneten Linie zwischen Elizabeth und Bayonne

Bei dem Eisenbahnunfall an der Newark Bay, New Jersey, stürzte am 15. September 1958 der vordere Teil eines Vorortzuges von einer hochgezogenen Hubbrücke, der Newark Bay Bridge, in die Newark Bay.

## Ausgangslage
Der Vorortzug Nr. 3314 war ein Pendlerzug der Central Railroad of New Jersey (CRRNJ) erster Klasse, der von zwei Diesellokomotiven gezogen wurde und im Übrigen aus vier Personenwagen und einem Gepäckwagen bestand. Im ersten Wagen befanden sich keine Reisenden.
Gegen 9 Uhr morgens näherte sich der Zug dem Westkopf der Newark Bay Bridge. Diese verband die Orte Elizabeth und Bayonne, beide New Jersey, über die Newark Bay. Die Hubbrücke war aufgezogen, um Schiffsverkehr passieren zu lassen. Sie war für Eisenbahnzüge mit zwei Vorsignalen und einem Hauptsignal gesichert, die sich im Abstand von etwa 1200 m, 400 m und 150 m vor der Brücke befanden. Unmittelbar hinter dem letzten Signal befand sich eine über die Signale gesteuerte Entgleisungsweiche, die, sperrten die Signale die Durchfahrt, automatisch auf „Entgleisen“ gestellt war.

## Unfallhergang
Der Zug fuhr an den beiden Vorsignalen vorbei und, statt seine Geschwindigkeit zu vermindern, erhöhte er sie sogar noch leicht, wie an dem nachträglich geborgenen Fahrtenschreiber festgestellt werden konnte. Er überfuhr dann das „Halt“ zeigende Hauptsignal mit etwa 70 km/h. Daraufhin entgleiste der Zug auf der Entgleisungsweiche. Wegen seiner unverminderten Geschwindigkeit war aber der Durchrutschweg nicht ausreichend lang, so dass die beiden Lokomotiven und die ersten beiden Wagen in die Newark Bay stürzten und sofort untergingen. Der dritte Wagen blieb an der Brückenkante zunächst hängen und ragte über sie hinweg, wobei der vordere Teil des Wagens sich schon im Wasser befand. Aus diesem Wagen konnten sich alle Reisenden retten. Er stürzte zwei Stunden später ebenfalls noch in die Bucht.

## Folgen

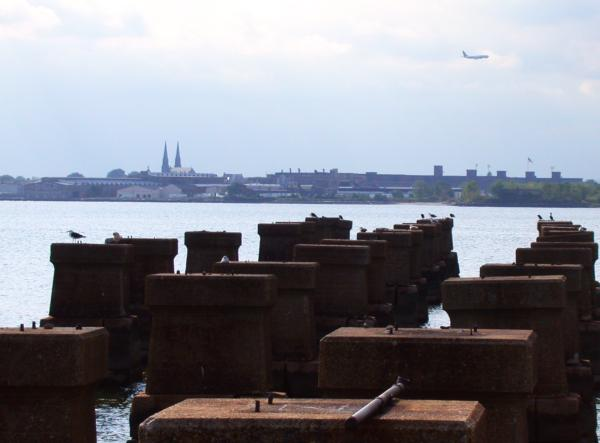
Reste der Brücke, Blick vom Ostufer der Bucht nach Elizabeth

44 Menschen, die sich in den untergegangenen Wagen und auf den Lokomotiven befanden, starben, darunter das Lokomotivpersonal, der Zugführer und der vordere Bremser. 48 Menschen wurden darüber hinaus verletzt.
Der Unfall war Gegenstand dreier unabhängiger Untersuchungen: Durch die Interstate Commerce Commission (ICC), die New Jersey Board of Public Utilities (Behörde zur Überwachung öffentlicher technischer Einrichtungen des Staates New Jersey) und das United States Army Corps of Engineers.
Da auch die Mannschaft auf den Lokomotiven umkam, konnte die Unfallursache nie abschließend geklärt werden. Ein plötzlich auftretendes gesundheitliches Problem des Lokomotivführers wurde vermutet. Die Obduktion ergab allerdings, dass der Lokomotivführer ertrunken war, also noch lebte, als die Lokomotive unterging. Unerklärt blieb auch, warum der zweite Mann auf der Lokomotive nicht eingriff. Alle technischen Systeme waren intakt, sowohl die Bremsanlage des Zuges als auch die Signale.
Alle drei Untersuchungen kamen aber zu dem Schluss, dass das Fehlen einer Sicherheitsfahrschaltung (Totmanntaste) ganz wesentlich zu dem Unfall beitrug. Die New Jersey Public Utilities Commission verpflichtete in der Folge alle Bahngesellschaften, für Personenzüge nur noch Lokomotiven einzusetzen, die entsprechend ausgerüstet waren. Die Bahngesellschaft hielt dagegen, dass alle Lokomotiven immer mit zwei Mann besetzt waren und der zweite Mann immer eine Notbremsung durchführen konnte, wenn der Lokomotivführer ausfiel.
Die Lokomotiven wurden geborgen, repariert und wieder in Dienst gestellt. Die Brücke war noch bis 1978 in Betrieb und wurde 1987/88 abgerissen, da sie ein Hindernis für die Schifffahrt darstellte.